# Kanton Cancale
Cancale is een voormalig kanton van het Franse departement Ille-et-Vilaine. Het kanton maakte deel uit van het arrondissement Saint-Malo. Het werd opgeheven bij decreet van 18 februari 2014 met uitwerking op 22 maart 2015.

## Gemeenten
Het kanton Cancale omvatte de volgende gemeenten:
- Cancale (hoofdplaats)
- La Fresnais
- Hirel
- Saint-Benoît-des-Ondes
- Saint-Coulomb
- Saint-Méloir-des-Ondes